# 子午沙鼠
子午沙鼠（学名：Meriones meridianus）为鼠科沙鼠属的动物。

## 特征
体长11-13厘米，尾长9-11厘米，后足比较发达，沙黄色身体，尾端通常有黑色毛，腹部毛为白色。

## 习性
通常为群栖；一般夜间活动，主要食物为种子；每年繁殖3次。

## 分布
在中国大陆，分布于陕西、青海、内蒙古、甘肃、河北、宁夏、新疆、山西等地，多见于荒漠、半荒漠。该物种的模式产地在乌拉尔河下游。

## 亚种
- 子午沙鼠阿勒泰亚种（学名：Meriones meridianus buechneri），Thomas于1909年命名。在中国大陆，分布于新疆（古尔班通古特沙漠以北、以东地区）等地。该物种的模式产地在新疆北部夏子街附近。[2]
- 子午沙鼠叶氏亚种（学名：Meriones meridianus jei），Wang于1964年命名。在中国大陆，分布于新疆（吐鲁番）等地。该物种的模式产地在新疆吐鲁番。[3]
- 子午沙鼠麻札塔格亚种（学名：Meriones meridianus lepturus），Buthner于1889年命名。在中国大陆，分布于巴楚）、八场、新疆（和田河附近、阿克苏等地。该物种的模式产地在和田河附近°N)。[4]
- 子午沙鼠木垒亚种（学名：Meriones meridianus muleiensis），Wang于1981年命名。在中国大陆，分布于新疆（古尔班通古特沙漠地区）等地。该物种的模式产地在新疆木垒,奇台。[5]
- 子午沙鼠伊犁亚种（学名：Meriones meridianus penicilliger），Heptner于1933年命名。在中国大陆，分布于新疆（伊犁地区）等地。该物种的模式产地在前苏联卡拉库姆沙漠。[6]
- 子午沙鼠蒙古亚种（学名：Meriones meridianus psammophilus），Milne-Edwards于1867年命名。在中国大陆，分布于陕西、青海、内蒙古、甘肃、河北、宁夏、新疆（哈密）、山西等地。该物种的模式产地在河北宣化。[7]
- 子午沙鼠叶城亚种（学名：Meriones meridianus cryptorhinus），Blanford于1875年命名。在中国大陆，分布于于田、若羌）、新疆（叶城、库尔勒等地。该物种的模式产地在Kargalik,新疆。[8]